# Die Frau mit dem Weltrekord
Die Frau mit dem Weltrekord ist ein deutscher Stummfilm aus dem Jahre 1927 von Erich Waschneck mit Lee Parry in der Titelrolle.

## Handlung
Erst vor wenigen Wochen hat die begeisterte Sportlerin und Schwimmerin Lee den Ingenieur Dr. John Forbes geheiratet. Trotz ihres jungen Eheglücks möchte sie auch in Zukunft nicht von ihren sportlichen Aktivitäten lassen. Und so nimmt Lee an einem Schwimm-Meeting teil, aus dem sie nicht nur prompt als Siegerin hervorgeht, sondern sogar ganz en passant einen neuen Weltrekord aufstellt. Nun aber ist es vorbei mit dem beschaulichen Eheglück im Hause Forbes, denn als Weltrekordhalterin steht Lee ständig im Scheinwerferlicht der Öffentlichkeit. Da infolgedessen Lee nunmehr mit ihrem Trainer von einem Sportevent zum nächsten reisen muss, leidet logischerweise das Eheleben mit John, von dem im Übrigen die Öffentlichkeit nichts wissen soll.
Auch ist dieser wenig begeistert, dass seine attraktive Sportler-Gattin fortan umlagert wird von nicht weniger attraktiven jungen Männer. Einer von ihnen, der wohlhabende Sportmäzen Will Carry, weiß ebenfalls nicht, dass Lee bereits unter der Haube ist. Er beginnt nun heftig um sie zu werben und möchte Lee sogar heiraten. Doch Lees Liebe zu John ist so groß, dass ihr all die Verlockungen von außen nichts anhaben können. Nur eines stört sie gewaltig: Dass sie ihren Göttergatten viel zu selten sieht, und dann auch nur auf offiziellen Gesellschaften, auf denen sie so tun muss, als gehörten die beiden nicht zusammen. John ist von diesem Zustand in zunehmendem Maße genervt. Lee beginnt, das traute Zweierglück im eigenen Heim zu vermissen und entscheidet sich schließlich, die große Sportlerinkarriere an den Nagel zu hängen.

## Produktionsnotizen
Die Frau mit dem Weltrekord entstand im Juni und Juli 1927 in den UFA-Ateliers und passierte die Filmzensur am 23. September 1927. Der Film maß eine Länge von 2157 Metern, verteilt auf sechs Akte. Ein Jugendverbot wurde erteilt. Die Uraufführung erfolgte am 7. Oktober 1927 in Berlins Tauentzienpalast.
Robert A. Dietrich schuf die Filmbauten, Walter Lehmann übernahm die Aufnahmeleitung. Der Wasserspringer und Olympionike Hans Luber war für die sportliche Beratung zuständig.